# چشم‌ها (فیلم ۱۹۹۳)
چشم‌ها (به هندی: Aankhen) فیلمی محصول سال ۱۹۹۳ و به کارگردانی دیوید داوان است. در این فیلم بازیگرانی همچون گوویندا، چانکی پاندی، راج بابار، شلیپا شیرودکار، قادرخان، بیندو، شاکتی کاپور، گلشن گروور، راضا مراد ایفای نقش کرده‌اند.